# Celidosphenella benoisti
Celidosphenella benoisti är en tvåvingeart som först beskrevs av Seguy 1933.  Celidosphenella benoisti ingår i släktet Celidosphenella och familjen borrflugor.
Artens utbredningsområde är Ecuador. Inga underarter finns listade.